# Hex - the Legend of the Towers
Pour les articles homonymes, voir Hex (homonymie).
Hex - The Legend of the Towers (Hex - La Légende des tours) est une attraction conçue par John Wardley pour le parc à thèmes anglais Alton Towers. Ouverte depuis 2000 elle est composée de plusieurs salles de pré-show installées dans les vraies ruines du château d'Alton et d'un Mad House de Vekoma. 

## Thème

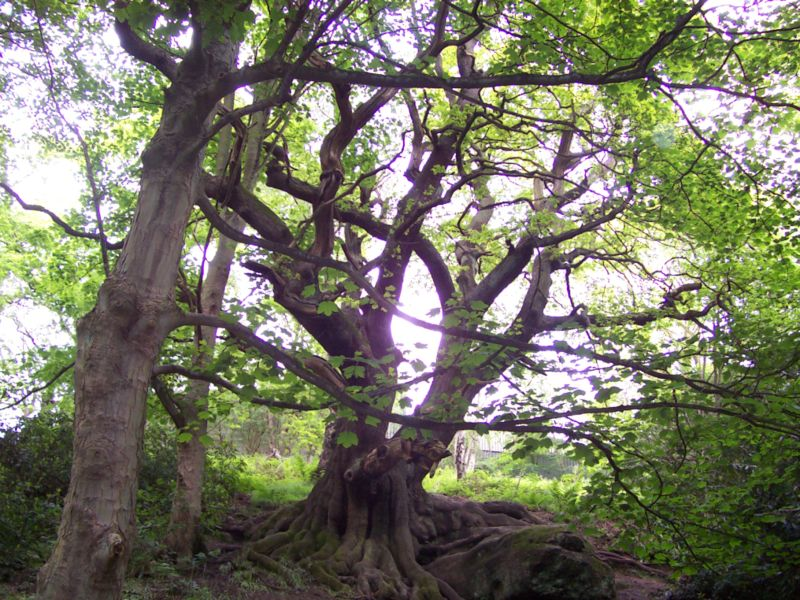
Le chêne enchaîné à proximité du village d'Alton.

Le thème de l'attraction utilise une ancienne légende locale. L'histoire veut que le 15e comte de Shrewsbury se fasse arrêter sa calèche par une mendiante apparue sur sa route lors d'une nuit de l'automne 1821. Elle lui demandait de l'argent, ce que le comte refusa. La vieille femme aux pouvoirs de sorcières lui jeta alors une malédiction. Elle annonça la mort d'un membre de la famille Shrewsbury à chaque fois qu'une branche du vieux chêne tomberait. Lors d'un violent orage, une des branches tomba sous le coup de la foudre et un membre de sa famille mourut. Effrayé par ce qui ne semblait pas possible, le comte décida de faire enchaîner le chêne de tous côtés pour qu'il soit impossible qu'une nouvelle branche tombe. La version de Hex rajoute de l'intrigue et une suite à cette légende en racontant que malgré tout, le comte n'étant pas rassuré, il décida de mettre fin au sortilège par la science. Il se construit au sein du château un laboratoire secret dans lequel il fit rapporter la branche tombée.

## L'attraction
La file d'attente de l'attraction débute dans l'ancien arsenal du château aujourd'hui en ruines. Les visiteurs le découvrent décoré avec des échafaudages et des artefacts, et commencent à comprendre que les lieux subissent une restauration qui a permis, entre autres, la découverte de la voûte. Des écrans vidéo placés le long de la file d'attente permettent de raconter l'histoire et de mettre les visiteurs dans l'atmosphère. On y apprend que la rénovation a plus ou moins été suspendue à cause de la découverte du caveau laboratoire et de la légende liée. Au bout de cette pièce, un portrait du comte est accroché au mur, et les visiteurs entendent un court récit qui donne une introduction à la légende. Ils sont ensuite invités à avancer dans une seconde pièce équipée d'un écran géant et dans laquelle la légende est racontée en images. Il est ensuite précisé qu'ils auront bientôt accès au laboratoire récemment découvert où la branche d'origine est exposée.
La visite continue et les visiteurs s'avancent vers la grande salle octogonale (qui fait toujours partie du bâtiment original). Cette grande salle mal éclairée est elle aussi équipée d'échafaudages et d'un autre écran. Un générateur électrique se met en route pour lancer le film mais il peine et s'éteint finalement plongeant toute la salle de le noir. Le vent se lève et soudain la voix de la mendiante se fait entendre comme si la malédiction était toujours présente dans les lieux. Le générateur se remet finalement en route, le vent se calme et les visiteurs continuent le tour en passant dans le passage secret de la bibliothèque que la restauration a permis de découvrir.
À partir de ce lieu, les visiteurs quittent sans le savoir les murs du château original pour atteindre l'attraction. La galerie qui relie les deux a été thématisée de manière qu'on ne puisse pas remarquer ce changement de lieux. Arrivés devant les portes du caveau, les visiteurs entrent dans une grande salle au milieu de laquelle on retrouve la branche du chêne cassée et enchainée elle aussi. Cette salle est en fait la Mad House construite par Vekoma. De part et d'autre de la salle, deux rangées de bancs peuvent accueillir jusqu'à 78 personnes. Une fois tout le monde installé et sécurisé, l'attraction débute avec une mise en ambiance au niveau des lumières et de la musique.
La branche commence à produire de la fumée et grâce au système de balancement des bancs, sans se rendre compte que c'est la pièce tout entière qui se balance, les visiteurs ont l'impression d'être attirés par la branche d'un côté et repoussé de l'autre. Le tour se poursuit quand le sol commence un mouvement distinct de la voûte, qui donne peu à peu l'impression que la pièce est en rotation complète. Les jeux de lumières et la synchronisation des mouvements ont pour but de faire perdre complètement l'orientation des visiteurs. Finalement, la malédiction semble se calmer et la branche se met à scintiller. Le plancher et la salle reviennent dans une position normale et les visiteurs sont libérés.
La sortie les amène dans les jardins, au cœur l'ancien château pour qu'ils ne puissent pas se douter que la dernière salle vue n'appartenait pas réellement au bâtiment.